# Cross-over (auto)

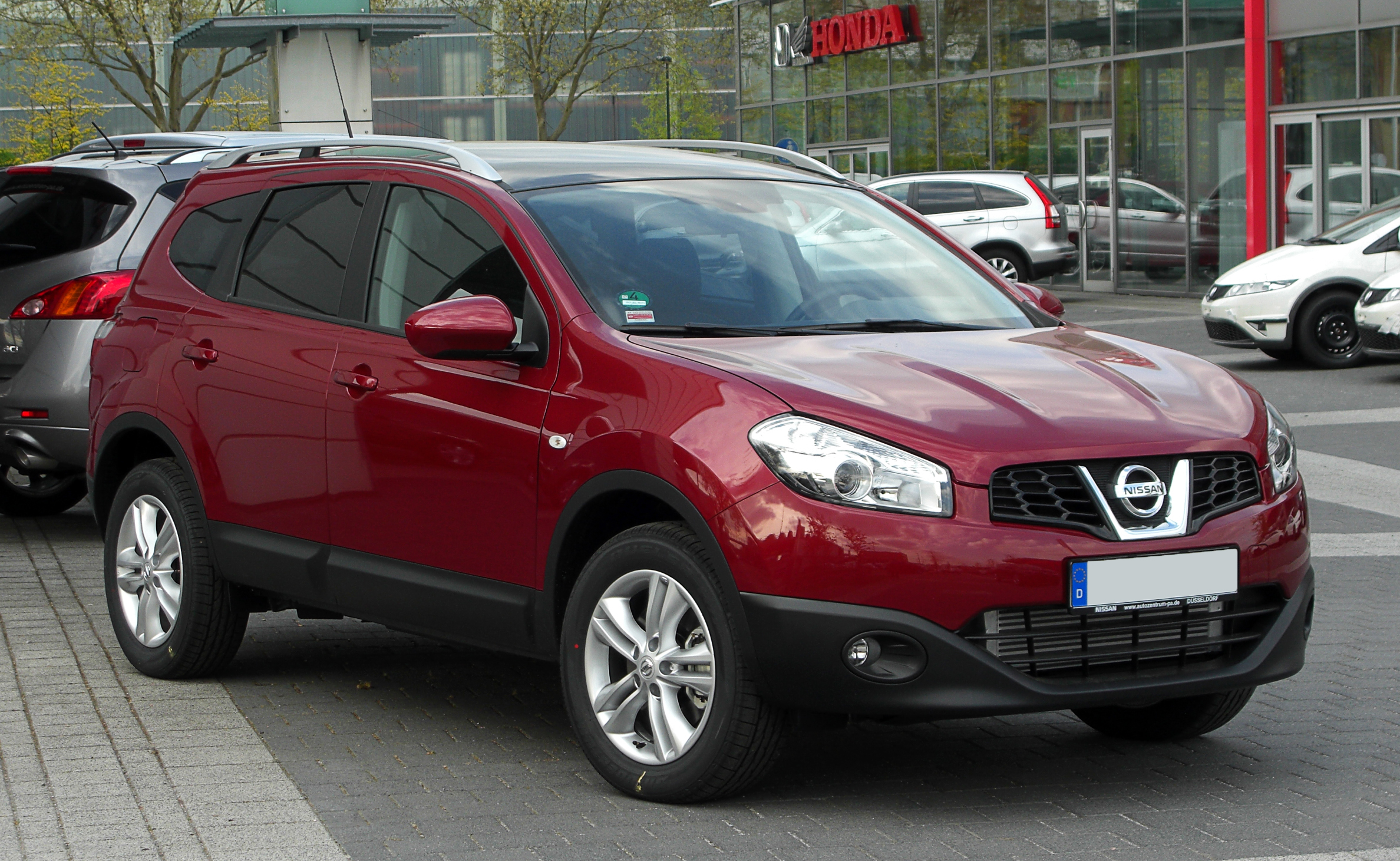
De in 2007 geïntroduceerde Nissan Qashqai werd in het begin vooral met voorwielaandrijving verkocht.

Een cross-over is een carrosserievorm die een kruising is tussen verschillende autotypen. Bij sommige modellen is de bodemvrijheid van een bestaand model met behoud van de carrosserievorm vergroot en voorzien is van speciale beschermingsmaterialen. Steeds meer zijn het speciaal ontwikkelde modellen met een eigen carrosserie met iets meer bodemvrijheid. Een cross-over is daardoor iets meer geschikt voor onverharde wegen dan een normale auto.
In tegenstelling tot de meeste terreinauto's zijn cross-overs niet voorzien van een (automatisch) in- en uitschakelbare of permanente vierwielaandrijving. Veel SUV's hebben wel vierwielaandrijving maar die is meer bedoeld voor betere rijeigenschappen op de gladde wegen dan voor gebruik in ruw terrein. De geleidelijke ontwikkeling van terreinwagen, via SUV naar cross-over maakt dat veel cross-over modellen (in 2021) een soort verhoogde hatchback zijn. In 2021 hadden de cross-over met de gelijkaardige SUV voor het eerst het grootste marktaandeel in Nederland.
Sinds eind jaren 1990 worden bestaande modellen vaker tot cross-over aangepast voor alleen esthetische doeleinden. Ook worden dergelijke modellen specifiek ontworpen om gaten in de modellenreeks van een automerk op te vullen en daardoor de verkoopsuccessen te vergroten, zoals bij de Fiat 500X, Opel Crossland en de Volkswagen T-Cross. Door de kruising tussen de verschillende autotypen is het vaak lastig een cross-over in te delen in de bestaande categorieën. De cross-over dient niet te worden verward met een SUV, hoewel sommige automerken hierin geen duidelijk onderscheid maken, zoals Mercedes-Benz met bijvoorbeeld de GLA, die ook onder de Gelände-serie van SUV's valt.

## Voorbeelden
Los ontwikkelde modellen
- BMW X1
- Citroën C3 BRIC-versie
- Citroën C3 Aircross
- Citroën C4 Aircross
- Citroën DS 6WR
- Fiat 500X
- Ford Mustang Mach-E
- Kia Niro
- Mazda CX-3
- Mazda CX-5
- Mercedes-Benz GLA-Klasse
- Mitsubishi ASX
- Nissan Juke
- Nissan Qashqai
- Opel Crossland
- Opel Grandland
- Peugeot 2008
- Peugeot 3008
- Renault Captur
- Seat Arona
- Seat Ateca
- Skoda Kamiq
- Skoda Karoq
- Suzuki Ignis
- Suzuki SX4
- Tesla Model Y
- Toyota Aygo X
- Toyota C-HR
- Volkswagen T-Cross
- Volkswagen T-Roc

Op basis van een bestaand model
- Audi A4 allroad
- Audi A6 allroad
- Citroën C3 X-TR
- Dacia Dokker Stepway
- Dacia Lodgy Stepway
- Dacia Sandero Stepway
- Fiat Panda 4x4
- Ford KA+ Active
- Ford Fiesta Active
- Ford Focus Active
- Matra Rancho
- Seat Altea Freetrack
- Škoda Octavia Scout
- Subaru Outback
- Volkswagen CrossGolf
- Volkswagen CrossPolo
- Volkswagen Passat Alltrack
- Volvo XC70